# Dơi tai Nam Á
Dơi tai Nam Á (danh pháp hai phần: Myotis ater) là một loài động vật có vú trong họ Dơi muỗi, bộ Dơi. Loài này được Peters mô tả năm 1866.